# Аеродром Фуквок
Међународни аеродром Фуквок (вијет Sân bay quốc tế Phú Quốc, Cảng hàng không quốc tế Phú Quốc) је аеродом лоциран у општини Фуквок, Вијетнам. Изградња завршена у новембру 2012. Аеродром је отворен 2. децембра 2012. Он је заменио стари аеродром.
Највише авиосаобраћаја се одвија према Хо Ши Мин Граду, Ханоју, Кантхоу, Жаћ Жјау. Аеродром углавном служи туристе до плажа на острву.
Она може да послужи 2,6 милиона путника годишње, а планирани капацитет од 7 милиона путника годишње.